# 埃夫勒
埃夫勒（法語：Évreux，法語發音：[evʁø] ⓘ），法国北部城市，诺曼底大区厄尔省的一个市镇，也是该省的省会和人口最多的城市，下辖埃夫勒区，其市镇面积为26.46平方公里，2022年1月1日的人口数量为48,335人，是厄尔省人口最多的市镇，在全法国排名第135位。
埃夫勒位于厄尔省中部，伊通河畔，是这一地区的政治文化中心，其城市来源于罗马时期在当地活动的一个部落。埃夫勒距离巴黎96公里，是巴黎－卡昂铁路上的中点城市，也是由巴黎市区出发乘坐普通列车最快可到达的外省省会城市，前往巴黎的列车最短旅行时间仅需53分钟。

## 地名来源
“埃夫勒”一名最早以“[Μεδιολάνιον] 错误：{{Lang}}：無法辨識代碼 gre（帮助）”（Mediolánion）的形式记载于《地理学指南》当中，该名称来源于罗马时期生活于此的埃布罗维西人，属于奥莱克人的一支。

## 历史

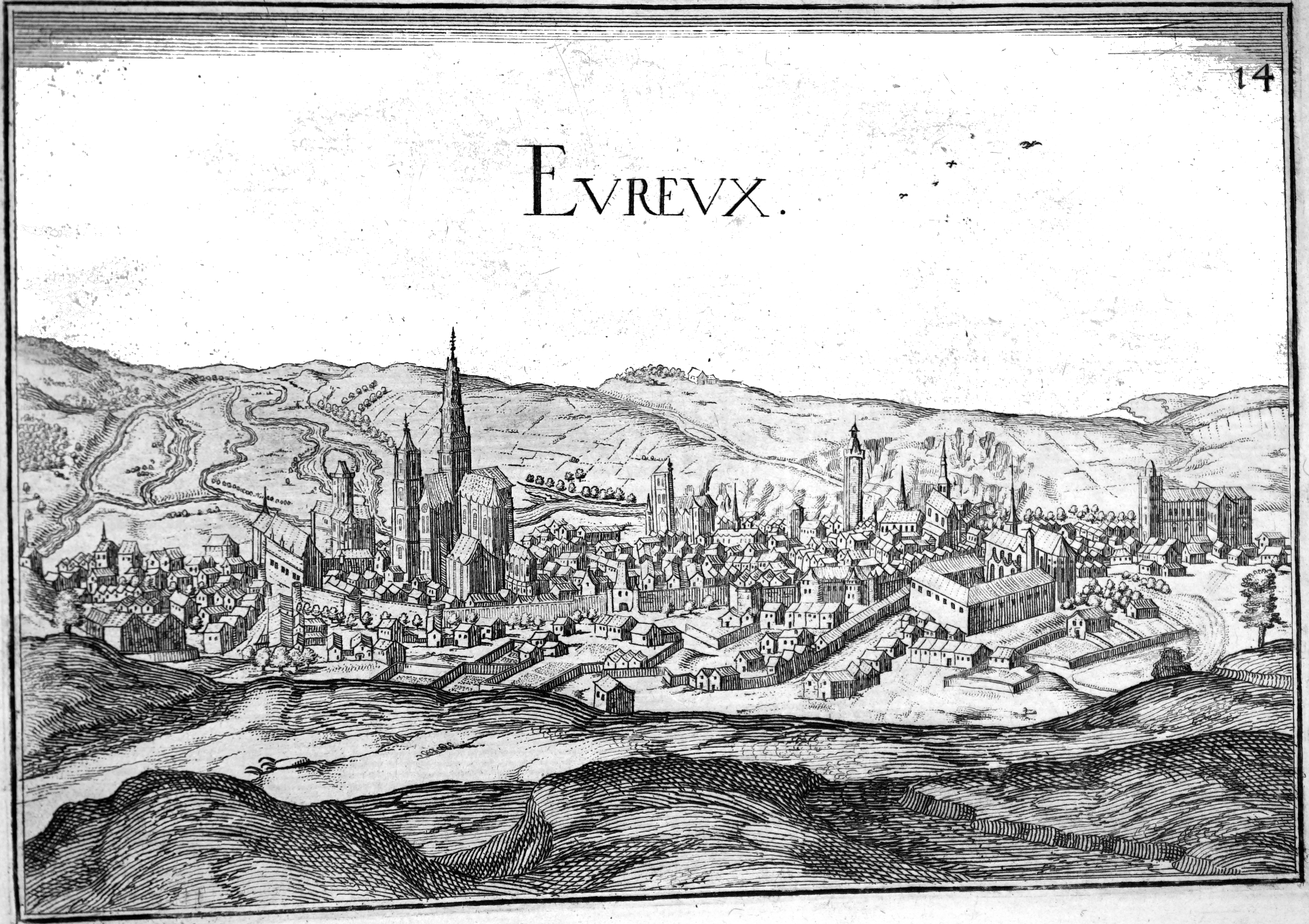
中世纪末期的埃夫勒

埃布罗维西人定都“奥莱克梅迪奥拉努姆”，其中“梅迪奥拉努姆”来源于拉丁语，意为“广袤的平原之中”，城址可能位于埃夫勒市区东郊。大约250年，奥莱克梅迪奥拉努逐渐扩张至伊通河河谷之中，与今埃夫勒市区基本重合。公元3世纪末，受到蛮族入侵的影响，埃夫勒核心区域四周建起了城墙，公元277年，埃夫勒市中心修建了圣母大教堂，但同年年末被一场大火烧毁。公元410年，埃夫勒被入侵于此的奄蔡人（一说汪达尔人）烧毁，随后，罗马帝国国王李锡尼决定重建该城。五世纪末期，克洛维一世入主埃夫勒，并于497年使其成为法兰西王国的一部分。中世纪中期，维京人入侵塞纳河下游区域，其首领罗洛于公元911年和西法兰克国王查理三世签订了《埃普特河畔圣克莱尔条约》，将包括埃夫勒在内的大片区域划为诺曼底公国。13世纪初，法兰西国王腓力二世收复诺曼底，建立行省，埃夫勒重归法兰西，但在此后的英法百年战争期间再次被英国人占领。路易十世的唯一的后代胡安娜二世与埃夫勒伯爵菲利普三世联姻，建立了埃夫勒-纳瓦拉家族，后迁至英格兰，成为了“代夫勒家族”。法国大革命期间，弗朗索瓦·比佐反对彼时的改革派，但最终失败。此后，埃夫勒附近地区成立了厄尔省，埃夫勒成为省会并保持至今。第二次世界大战期间，埃夫勒曾遭到较为严重的破坏。

## 地理
埃夫勒位于法国北部，诺曼底大区的东南部和厄尔省的中部。距离法国首都巴黎大约96公里、距离大区首府鲁昂大约52公里。与埃夫勒接壤的市镇包括：昂热维尔拉康帕涅、伊通河畔阿尼耶尔、阿维龙、福维尔、戈维尔拉康帕涅、格拉维尼、吉尚维尔、于埃、帕维尔、圣塞巴斯蒂安-德莫尔桑。

### 地形
埃夫勒位于巴黎盆地西部，境内地势平坦，埃夫勒市区的海拔在58至146米之间。

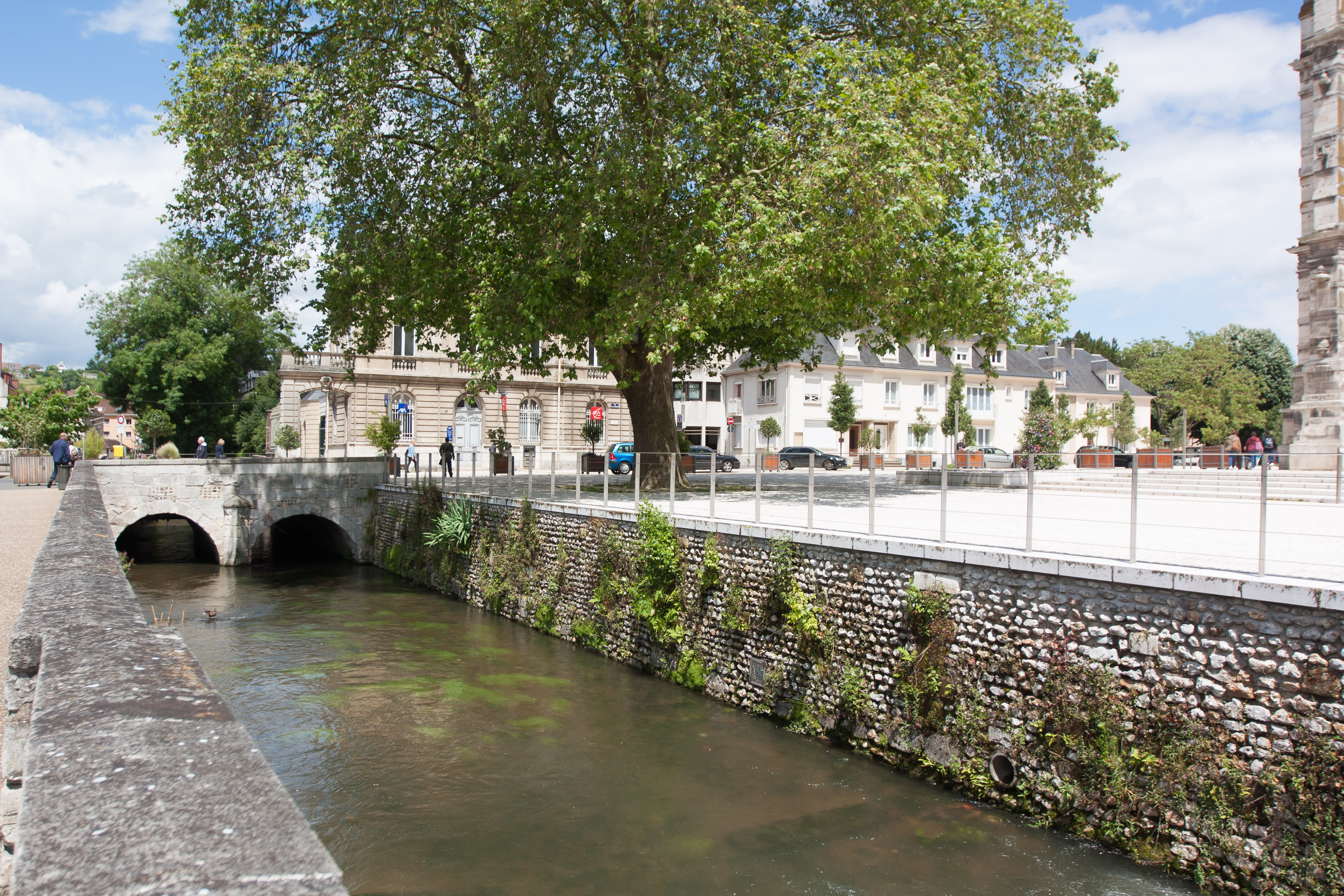
流经埃夫勒市区的伊通河

### 水文
伊通河自西南向东北流经埃夫勒市区，属于法国五大流域之一的塞纳河流域。

### 植被
埃夫勒属于温带落叶林区，植物花园（Jardin Botanique）、省府花园等为当地主要的绿地，市区西南部和东北部亦有大片林地分布。

### 气候
埃夫勒属于受大陆气团影响的温带海洋性气候，年温差较小，降水分布均匀，偶尔有极端天气发生。
埃夫勒境内设有气象站，以下为该气象站的数据：
| 埃夫勒1981年－2019年 | 埃夫勒1981年－2019年 | 埃夫勒1981年－2019年 | 埃夫勒1981年－2019年 | 埃夫勒1981年－2019年 | 埃夫勒1981年－2019年 | 埃夫勒1981年－2019年 | 埃夫勒1981年－2019年 | 埃夫勒1981年－2019年 | 埃夫勒1981年－2019年 | 埃夫勒1981年－2019年 | 埃夫勒1981年－2019年 | 埃夫勒1981年－2019年 | 埃夫勒1981年－2019年 |
| 月份                 | 1月                  | 2月                  | 3月                  | 4月                  | 5月                  | 6月                  | 7月                  | 8月                  | 9月                  | 10月                 | 11月                 | 12月                 | 全年                 |
| -------------------- | -------------------- | -------------------- | -------------------- | -------------------- | -------------------- | -------------------- | -------------------- | -------------------- | -------------------- | -------------------- | -------------------- | -------------------- | -------------------- |
| 历史最高温 °C（°F）  | 15.1 (59.2)          | 20 (68)              | 22.8 (73.0)          | 27.6 (81.7)          | 30 (86)              | 35.9 (96.6)          | 40.9 (105.6)         | 41.4 (106.5)         | 33.9 (93.0)          | 28.3 (82.9)          | 20.8 (69.4)          | 16 (61)              | 41.4 (106.5)         |
| 平均高温 °C（°F）    | 6.6 (43.9)           | 7.6 (45.7)           | 11.2 (52.2)          | 14.2 (57.6)          | 17.8 (64.0)          | 21.1 (70.0)          | 23.8 (74.8)          | 23.8 (74.8)          | 20.3 (68.5)          | 15.6 (60.1)          | 10.2 (50.4)          | 6.9 (44.4)           | 14.9 (58.8)          |
| 日均气温 °C（°F）    | 3.9 (39.0)           | 4.3 (39.7)           | 7.2 (45.0)           | 9.4 (48.9)           | 13 (55)              | 16 (61)              | 18.4 (65.1)          | 18.4 (65.1)          | 15.4 (59.7)          | 11.7 (53.1)          | 7.1 (44.8)           | 4.3 (39.7)           | 10.8 (51.4)          |
| 平均低温 °C（°F）    | 1.2 (34.2)           | 1.1 (34.0)           | 3.1 (37.6)           | 4.7 (40.5)           | 8.2 (46.8)           | 11 (52)              | 13 (55)              | 13 (55)              | 10.4 (50.7)          | 7.8 (46.0)           | 4 (39)               | 1.6 (34.9)           | 6.6 (43.9)           |
| 历史最低温 °C（°F）  | −18.6 (−1.5)         | −15 (5)              | −10.7 (12.7)         | −4.4 (24.1)          | −2 (28)              | −0.6 (30.9)          | 4.2 (39.6)           | 1.9 (35.4)           | 0.2 (32.4)           | −4.6 (23.7)          | −8.9 (16.0)          | −14 (7)              | −18.6 (−1.5)         |
| 平均降水量 mm（）    | 50.6 (1.99)          | 41.2 (1.62)          | 47.4 (1.87)          | 46 (1.8)             | 55.7 (2.19)          | 51.6 (2.03)          | 52.4 (2.06)          | 38.2 (1.50)          | 50.3 (1.98)          | 61 (2.4)             | 50.5 (1.99)          | 59.7 (2.35)          | 604.6 (23.80)        |
| 月均日照時數         | 65.6                 | 79.9                 | 122.4                | 166.6                | 192.1                | 212.4                | 216.3                | 205                  | 169.6                | 122.1                | 72.7                 | 59.8                 | 1,684.5              |
| 来源：infoclimat.fr  |                      |                      |                      |                      |                      |                      |                      |                      |                      |                      |                      |                      |                      |

## 行政区划
埃夫勒是法国诺曼底大区厄尔省的一个市镇，编号为27229，它也是厄尔省的省会。埃夫勒下辖埃夫勒区，管理埃夫勒第一县、第二县和第三县，同时也是埃夫勒诺曼底之门城市圈公共社区的办公驻地。
法国国家统计与经济研究所（简称）在进行数据统计时，将埃夫勒及伊通河畔阿涅尔、格拉维尼和圣塞巴斯蒂安德莫尔桑共四个市镇设为埃夫勒城市核心区，并将包括核心区在内的附近共81个市镇划为埃夫勒城市区。同时，还将埃夫勒市镇分为了29个“块区”，以便于统计人口分布情况。

## 交通

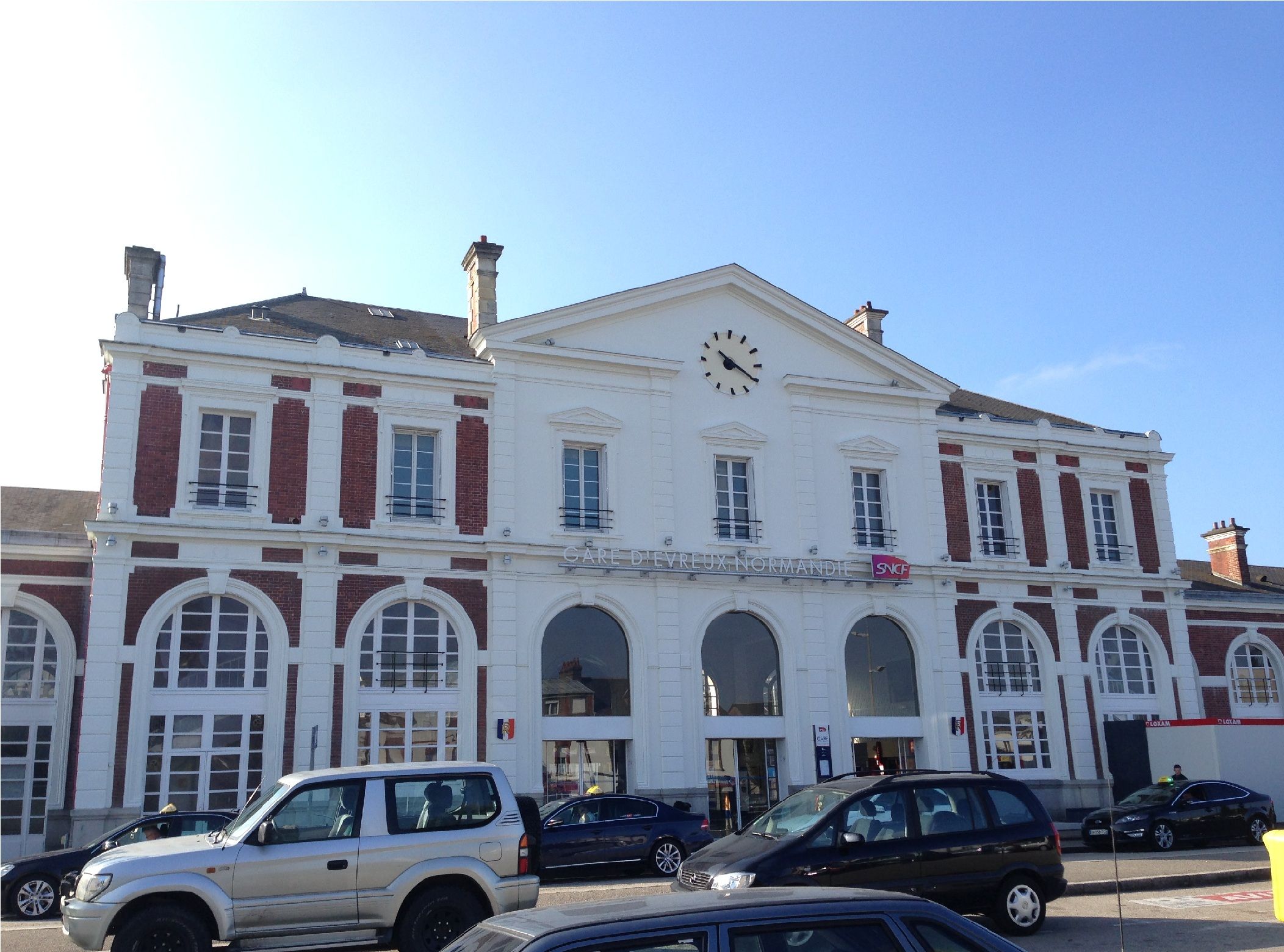
埃夫勒诺曼底火车站

### 公路
法国国道N13线、N154线，以及十余条厄尔省省道在埃夫勒境内交汇。距离埃夫勒最近的高速公路为法国A13号高速公路，该高速公路的15号出入口距离埃夫勒市区大约25公里。
诺曼底大区公共交通开通由连接埃夫勒和鲁昂之间的常规巴士线路，车程为一小时；其下属的厄尔省城际客运开行由埃夫勒前往韦尔农、勒伊谷新城、德勒等地的常规线路，以及连接埃夫勒周边主要市镇的校车线路。
2018年，66.6%的埃夫勒居民拥有至少1辆私人汽车。

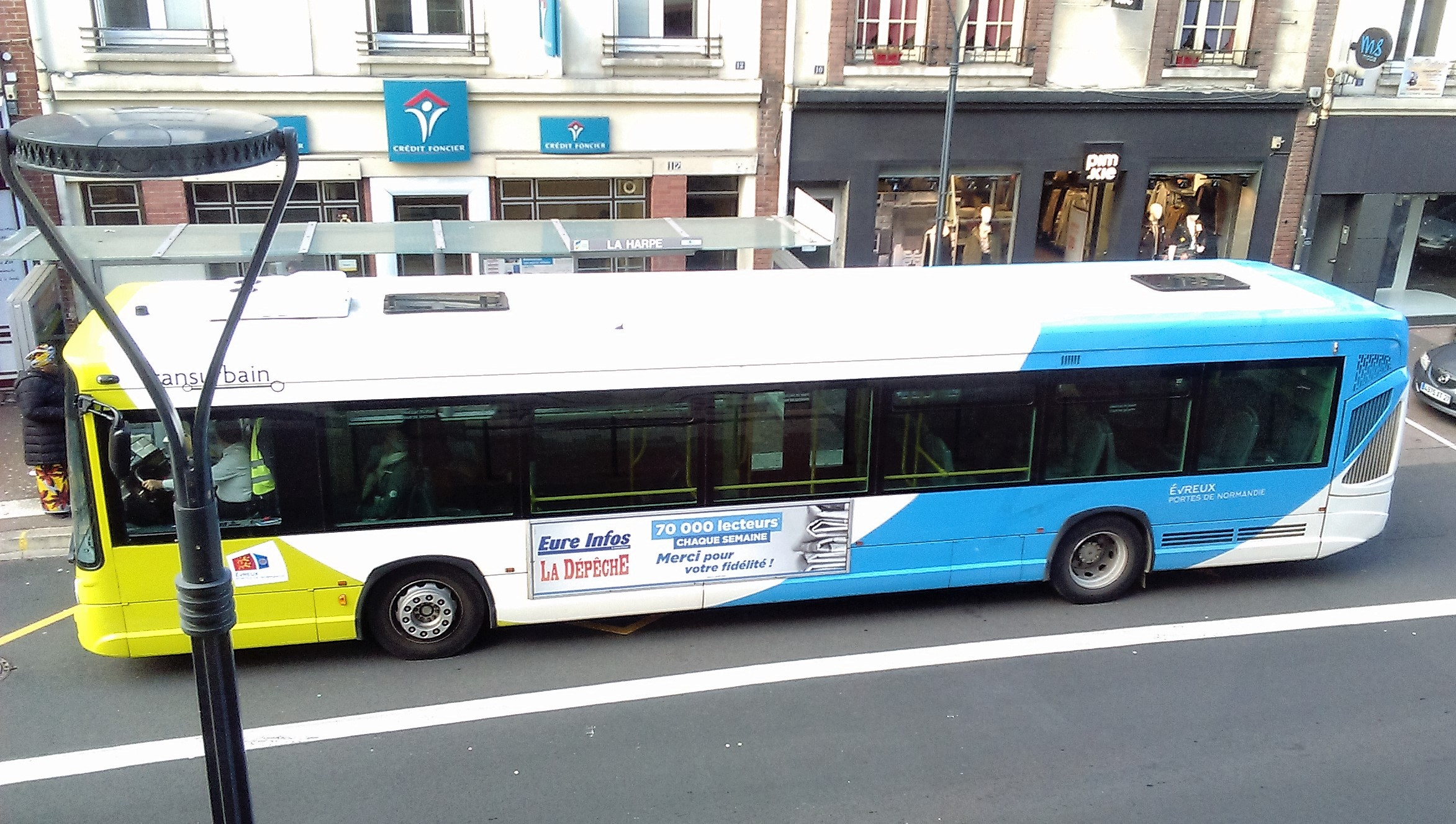
埃夫勒街头的一辆公交车

### 铁路
埃夫勒位于巴黎－卡昂－瑟堡一线的铁路上，该铁路是法国西北部重要的铁路干线。埃夫勒诺曼底火车站位于埃夫勒市中心，是埃夫勒境内唯一的铁路客运车站，该站每天停靠连接巴黎和卡昂或多维尔之间的大区列车。2017年，埃夫勒诺曼底火车站累计发送旅客数量为1,151,040人次。

### 航空
埃夫勒-福维尔105号航空基地位于埃夫勒市区东郊，由法国空军直管，未开行任何商业航线。距离埃夫勒最近的民用机场是巴黎戴高乐机场和巴黎-奥利机场。

### 城市公共交通
埃夫勒城市公共交通成立于1985年，包括10条常规公交线路和6条定制公交线路，由埃夫勒诺曼底之门城市圈公共社区负责管理，其线路网覆盖了埃夫勒市内的主要街区及社区内的大部分市镇。

## 政治

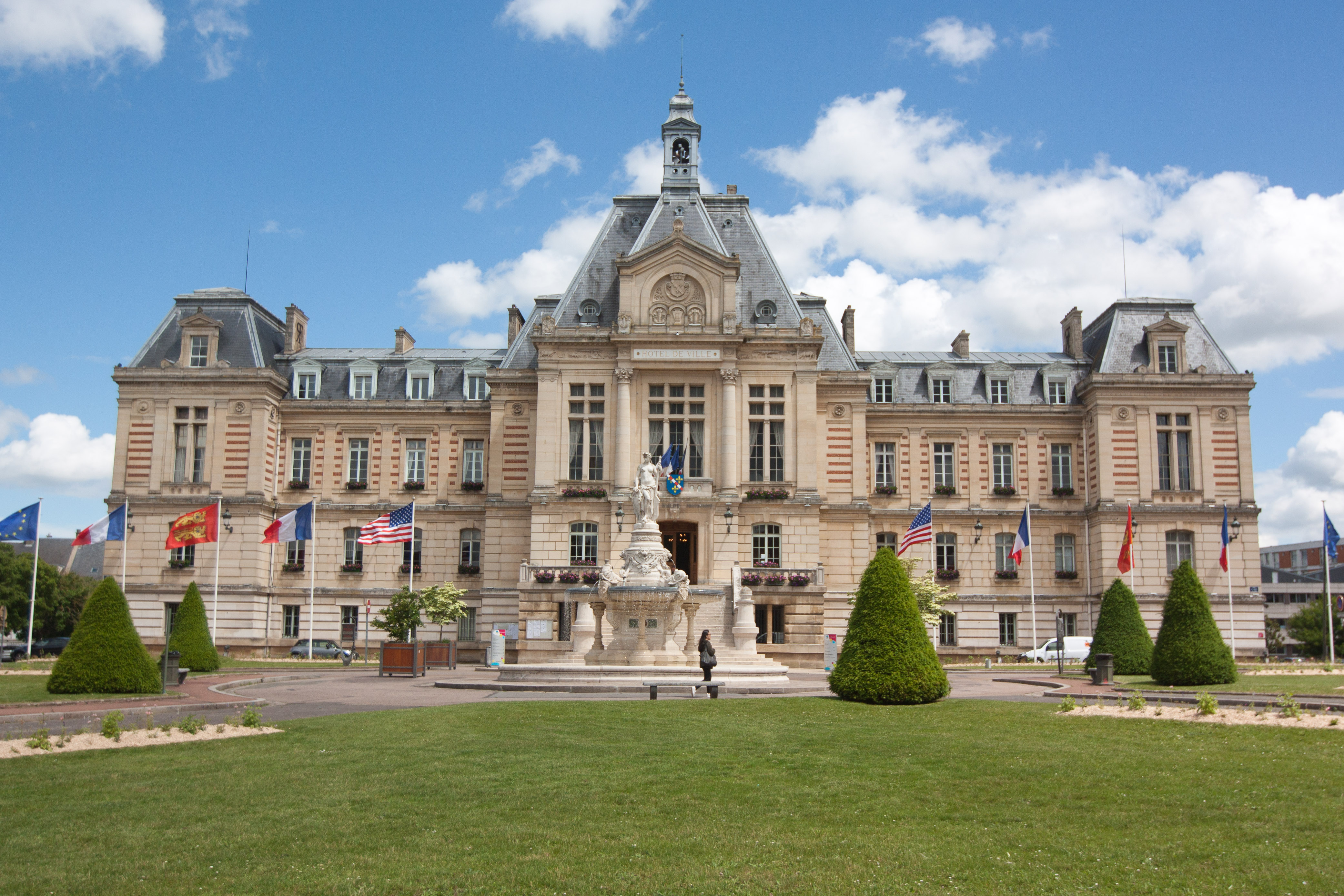
埃夫勒市政厅

现任埃夫勒市长为吉·勒弗朗先生，于2014年上任，现为法国共和党的一名成员，在2020年的市政选举中获得50.97%的支持率。
| 埃夫勒历届市长 |                   |                   |
| 任期           | 市长              | 党派              |
| 1945年－1947年 | 乔治·肖万         | 不详              |
| 1947年－1953年 | 乔治·贝尔纳       | RPR保衛共和聯盟   |
| 1953年－1971年 | 阿尔芒·芒德勒     | DVG左翼无党派人士 |
| 1971年－1977年 | 奥古斯丁·阿泽米亚 | PS社会党          |
| 1977年－2001年 | 罗朗·普莱桑斯     | PCF法国共产党     |
| 2001年－2007年 | 让-路易·德布雷    | UMP人民运动联盟   |
| 2007年－2008年 | 让-皮埃尔·尼古拉  | UMP人民运动联盟   |
| 2008年－2014年 | 米歇尔·尚普勒东   | PRG左派激進黨     |
| 2014年－       | 吉·勒弗朗         | LR共和黨          |

在2017年法国大选的第一轮和第二轮选举当中，法国现任总统马克龙在埃夫勒分别获得24.53%和69.7%的支持率，均居所有候选人首位。

## 经济
埃夫勒是一个区域性的中心城市，厄尔省工商会所在地，该部门负责协调和管理全省经济的发展。埃夫勒共有各类用人单位6,239家，平均历史为17年，其中98.27%为中小型企业（PME），行政、医疗、海洋物流和社会服务是当地的主要就业岗位类型。2019年，当地营业额最高的三家企业是（电子设备安装）、（汽车销售）及（房屋租赁），分别为118,782,289欧元、95,358,385欧元和38,311,221欧元。

## 财政收入
2019年，埃夫勒的财政收入总额为80,960,200欧元，财政支出总额为75,007,100欧元，当年的债务总额为81,921,800欧元。
2015年，埃夫勒的人均月收入总额为2,235欧元，其中高级职员为4,244欧元，中级职员为2,414欧元，普通职员为1,807欧元。
2017年，埃夫勒境内的青壮年（15至64岁）失业率为21.1%，当地40.7%的家庭拥有纳税资格。

## 人口
2016年，埃夫勒的市镇范围内的合法人口数量为48,899，其中男性22,914人，女性25,985人，75岁及以上人口数量占比为7.2%，外籍人口5,889人，总人口数量在在全法国排名第135位。人口密度为1,848人/平方公里。2018年，埃夫勒的出生人口数量为678人，死亡人口数量为416人。
当地居民被称为（男性）或（女性）。
| 年份   | 1936   | 1946   | 1954   | 1962   | 1968   | 1975   | 1982   | 1990   | 1999   | 2006   | 2011   | 2016   | 2018   |
| ------ | ------ | ------ | ------ | ------ | ------ | ------ | ------ | ------ | ------ | ------ | ------ | ------ | ------ |
| 人口數 | 20,116 | 20,436 | 23,647 | 36,695 | 42,550 | 47,412 | 46,045 | 49,103 | 51,198 | 51,239 | 49,359 | 48,899 | 46,707 |

## 社会事务

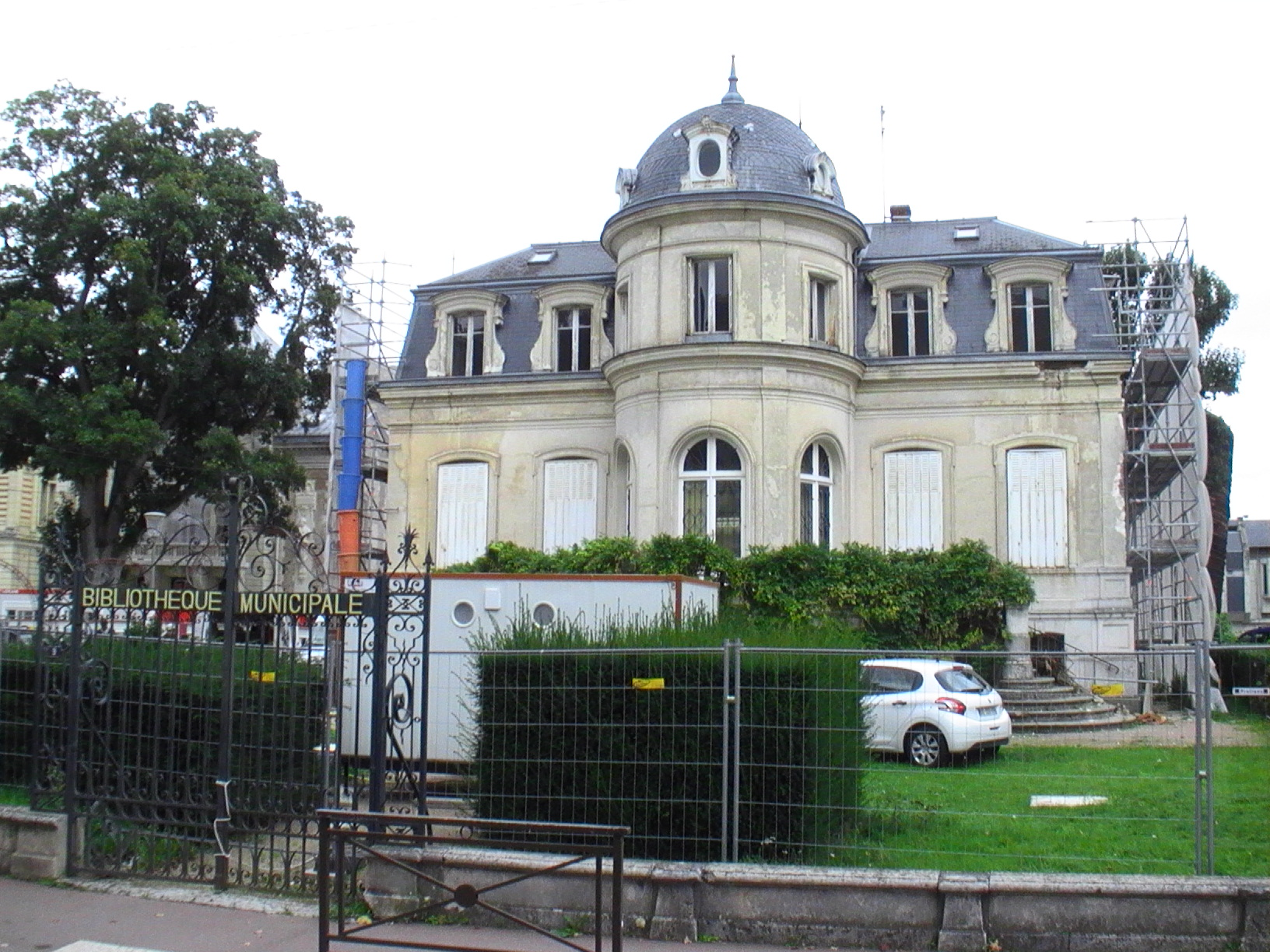
埃夫勒市立图书馆

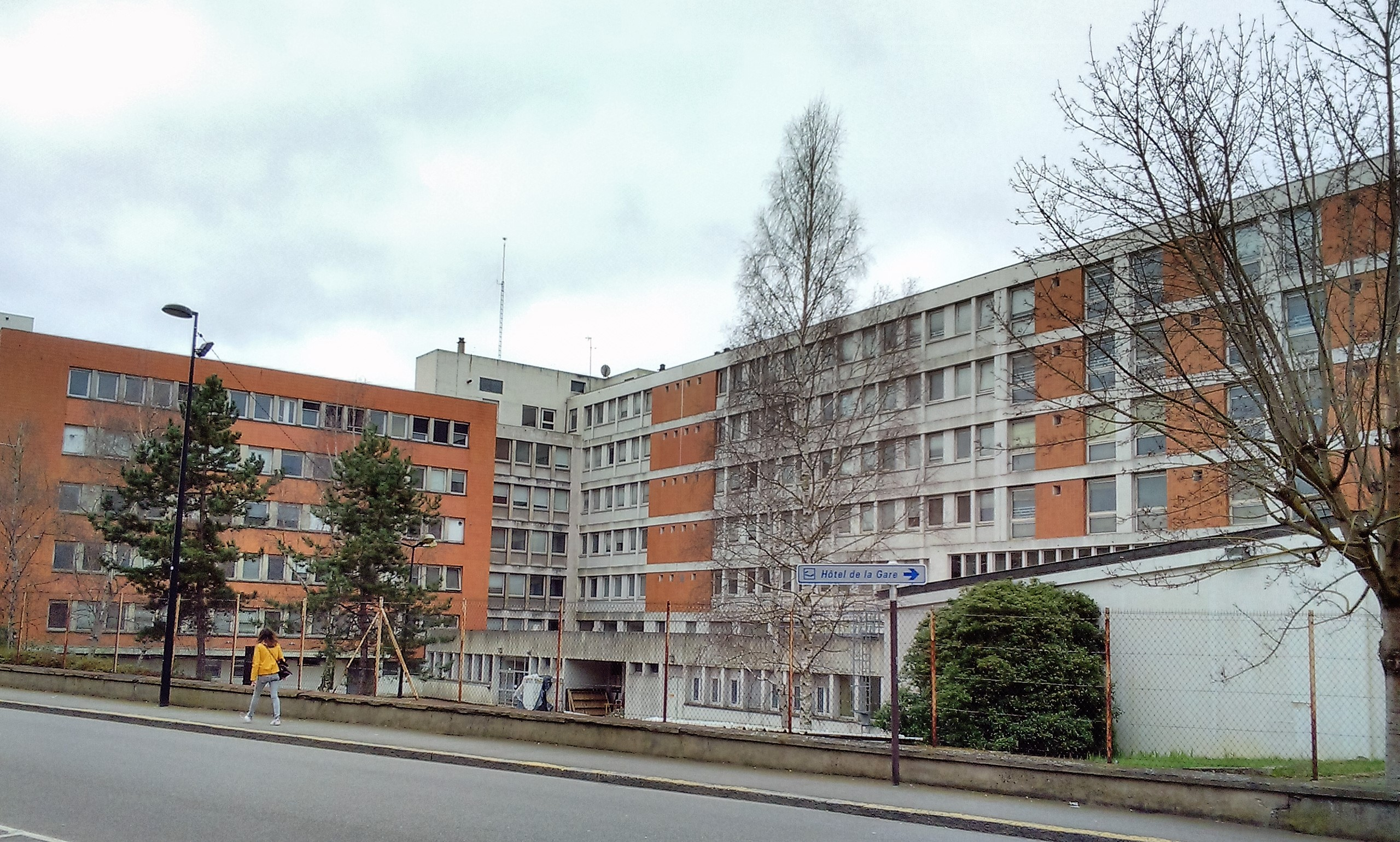
埃夫勒中心医院

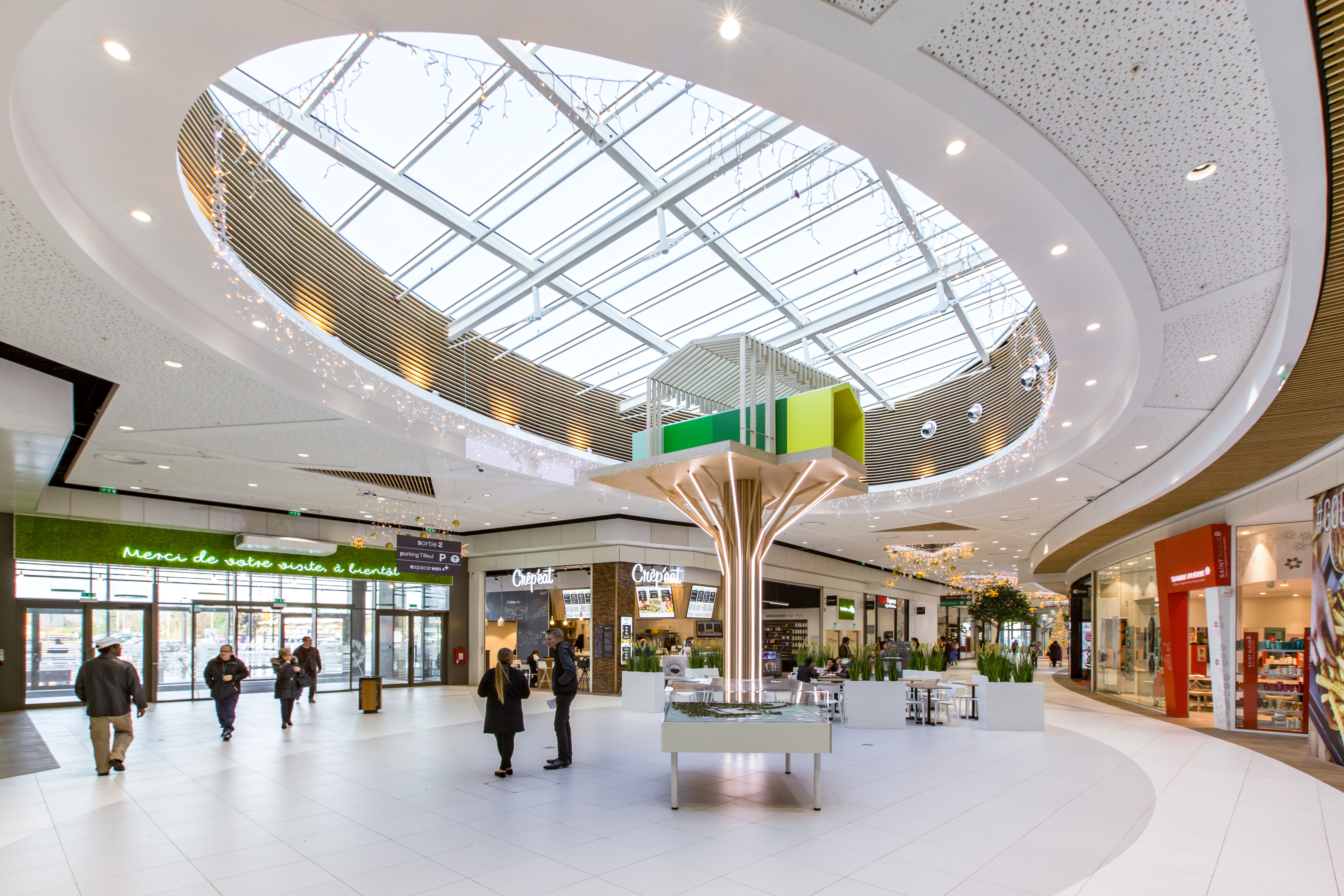
位于埃夫勒市区东南部的大型商业中心

### 教育
埃夫勒属于鲁昂学区。截止2019年1月1日，埃夫勒境内共有11所幼儿园、23所小学、8所初级中学、4所普通高中、1所农业高中和4所职业高中。2018－2019学年度，埃夫勒在校初中生数量为4,477人，高中生数量为4,476人。
在高等教育方面，鲁昂大学下属的埃夫勒应用科技学院，以及其直属的科技、法律、教育等专业的部分课程在此授课。

### 医疗
截止2019年1月1日，埃夫勒境内共有全科医生55名、保健师39名、牙医44名、护士40名、耳科医生3名、眼科医生7名、皮肤科医生7名、助产士6名和妇科医生5名。境内共有药房20家、养老院8家、残疾人帮扶中心12家。
厄尔-塞纳市际中心医院是法国的一个区域性医疗机构，其主病区位于埃夫勒，设有922个床位，是当地规模最大的公立综合性医院。

### 住房
2017年，埃夫勒境内共有各类住房26,298套，其中30.3%为独立式居民区，主要分布于市区北部；68%为集中式居民区，主要分布于市区中东部和南部。常住房屋占埃夫勒市镇范围内居民建筑总量的86.1%。
在住房保障政策方面，2017年，埃夫勒境内共有8,611户家庭获得了住房经济补助，受益人数占总人口数量的18%，其中8,465份为房租补助。

### 商业
2019年，埃夫勒境内共有各类实体商铺1,263家，其中餐厅186家、大型超市15家、杂货店18家、面包房37家、肉铺32家、书店22家、装饰品店6家、银行门店38家、美容美发店77家、汽车维修店76家。个体性的商铺主要位于埃夫勒市中心，而埃夫勒市区东南部的与吉尚维尔交汇的地方设有一处大型商业中心。

### 体育
2019年，埃夫勒境内共有3家游泳池、18间体育馆、2座综合体育场、25处网球场、1处马术场、15处足球或橄榄球场、13处篮球或排球场以及1处高尔夫球场。
埃夫勒篮球俱乐部是当地的一支职业俱乐部，成立于1962年。
埃夫勒足球俱乐部是当地的一个足球俱乐部，成立于1909年，2020至2021赛季参加法國全國丙組聯賽（法戊），其主场马蒂厄·博德梅尔球场（Stade Mathieu Bodmer）可容纳观众1,500名，该俱乐部也为当地居民提供足球培训。除此之外，埃夫勒境内还有6家注册足球俱乐部。

### 环境
埃夫勒境内的环境和可持续发展事务由其所在的埃夫勒诺曼底之门城市圈公共社区负责。2012年，埃夫勒市区内共有6家污染企业，境内人类生活用地面积占62.9%。

### 治安
2019年，埃夫勒市镇范围内有1处派出所。
2014年，埃夫勒及其附近地区共发生各类案件4,234起，其中盗窃类案件2,193起，经济类案件619起，人身侵害案件974起，毒品交易和运输案件332起。
法国空军105基地位于埃夫勒境内。

## 文化
2019年，埃夫勒境内共有1家剧场、1家电影院、1家博物馆和1家音乐厅。埃夫勒市政府提供多媒体中心，向公众全年开放。

### 建筑
埃夫勒境内拥有多处历史古迹，具有代表性的建筑包括埃夫勒圣母天主大教堂、埃夫勒圣托兰教堂、钟楼塔和埃夫勒博物馆等，均已被列入法国文物保护单位。

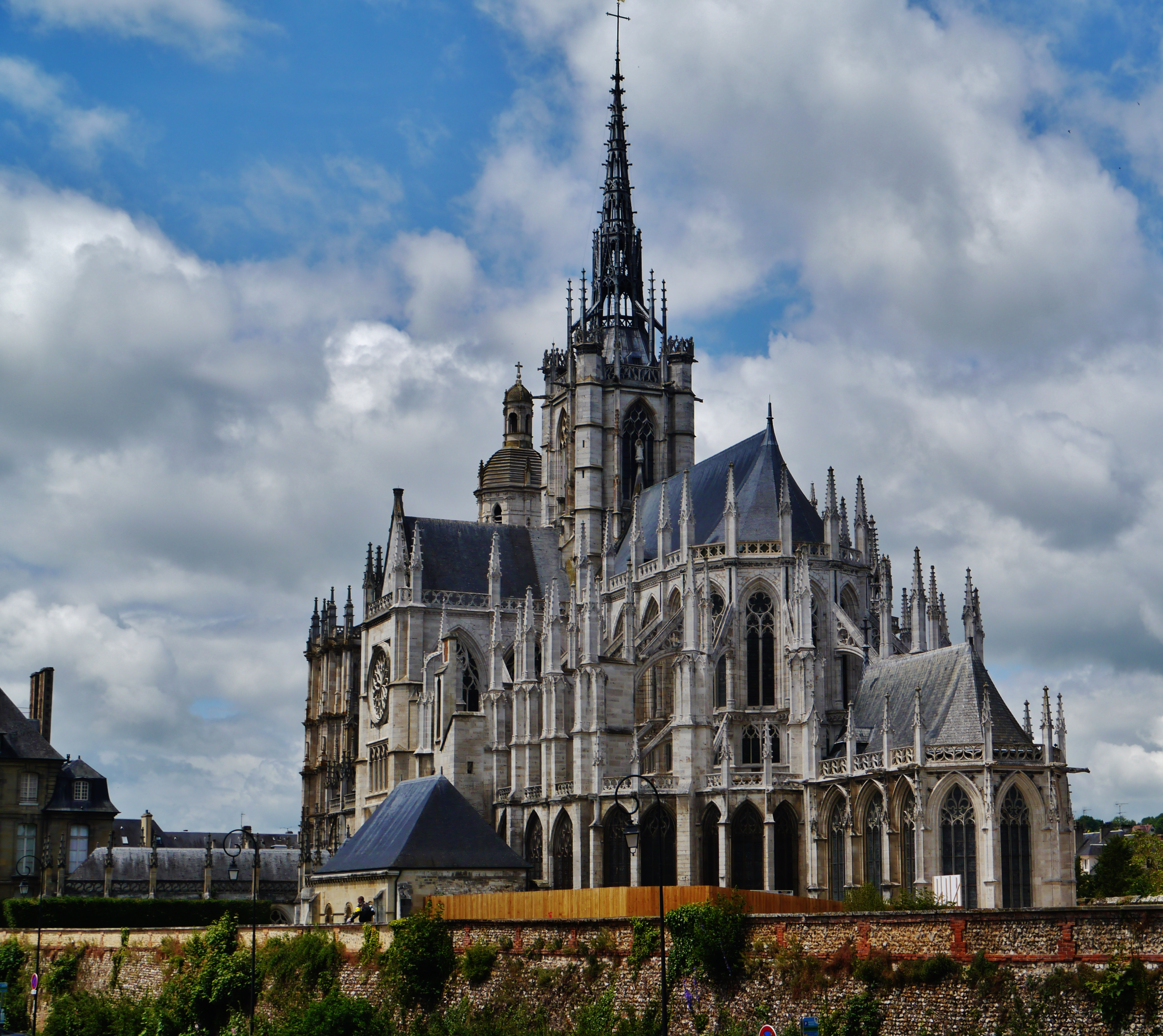
圣母天主大教堂
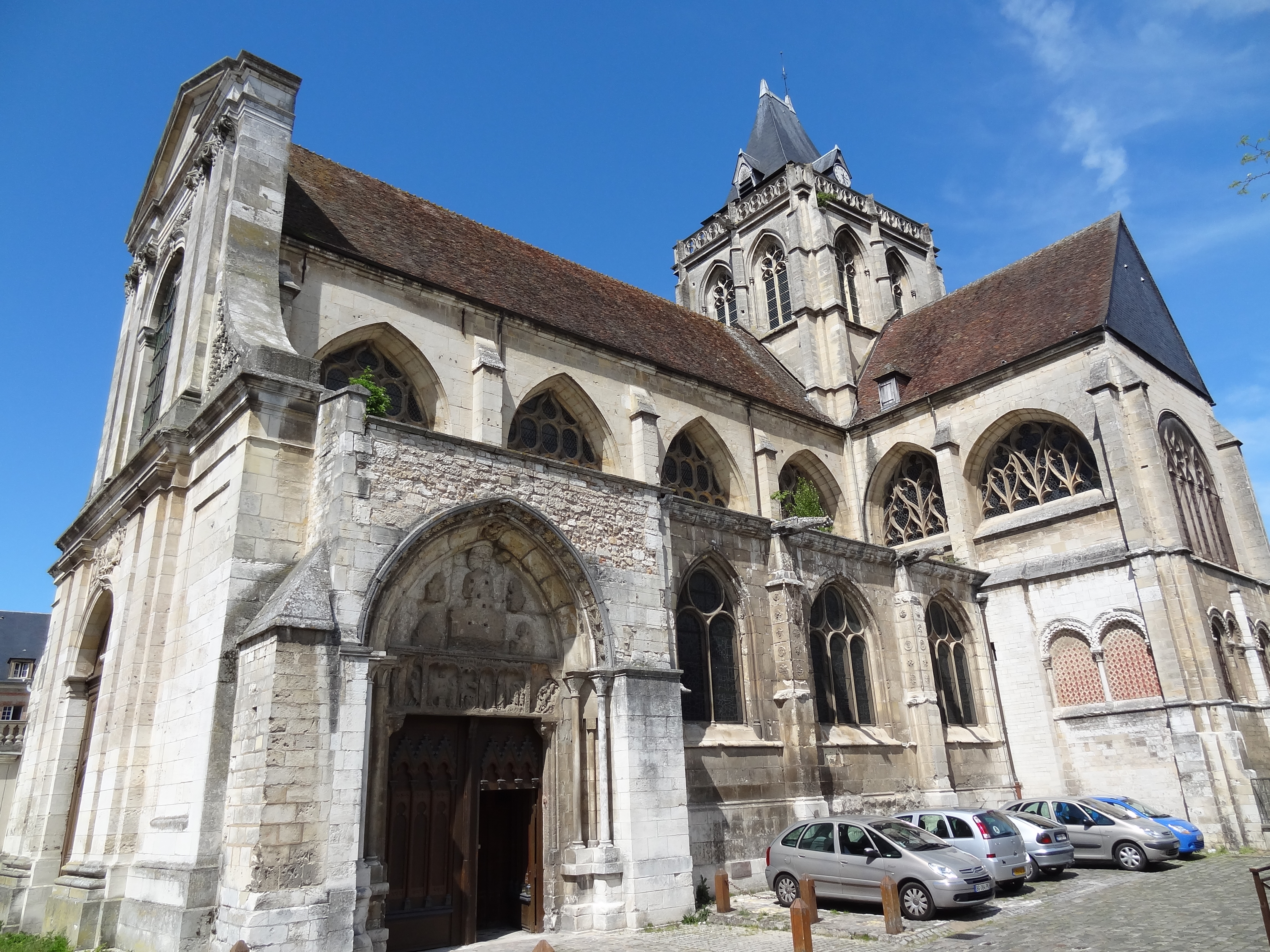
圣托兰教堂（法语：Église Saint-Taurin d'Évreux）
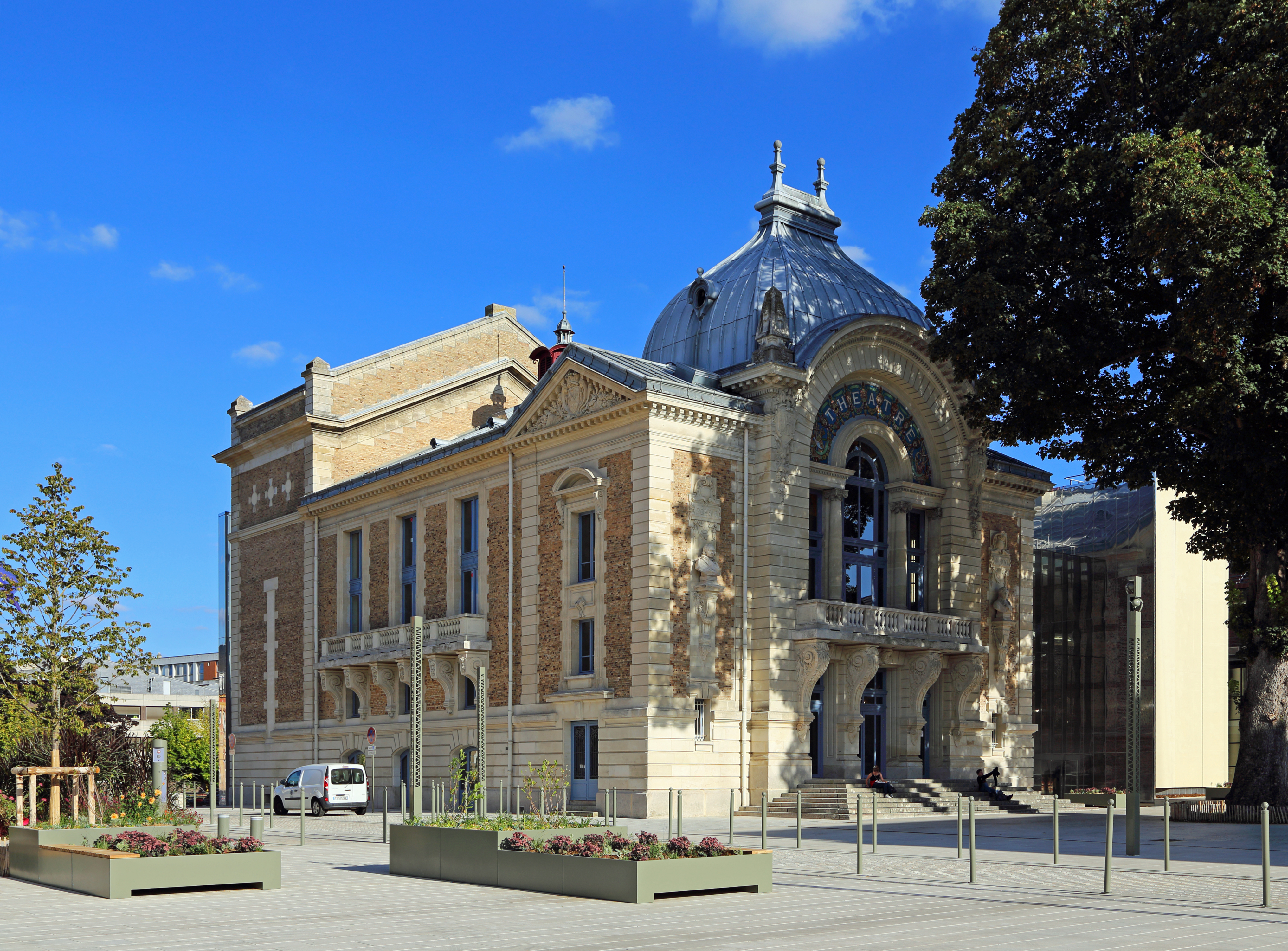
埃夫勒大剧场
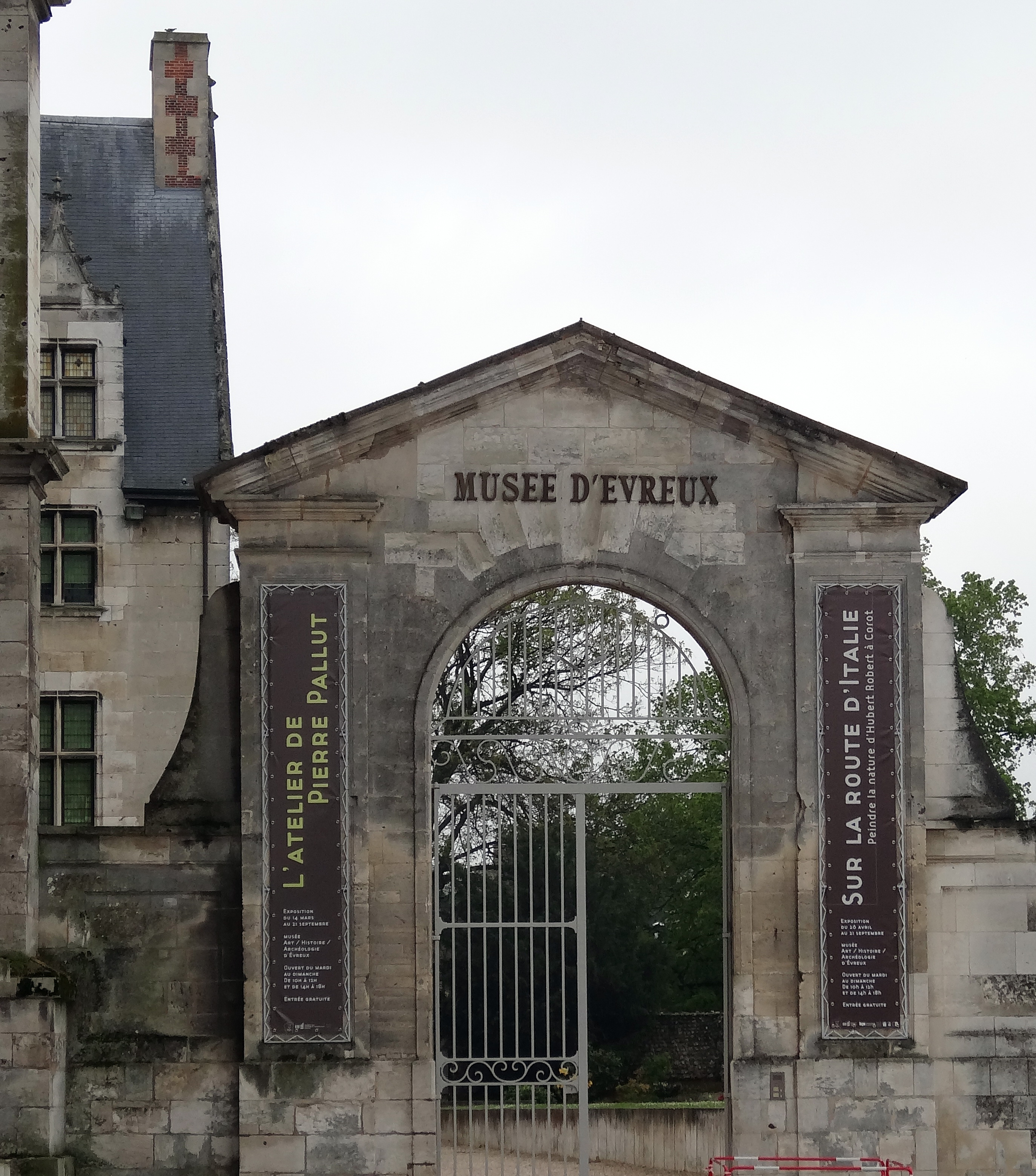
埃夫勒博物馆（法语：Musée d'Évreux）
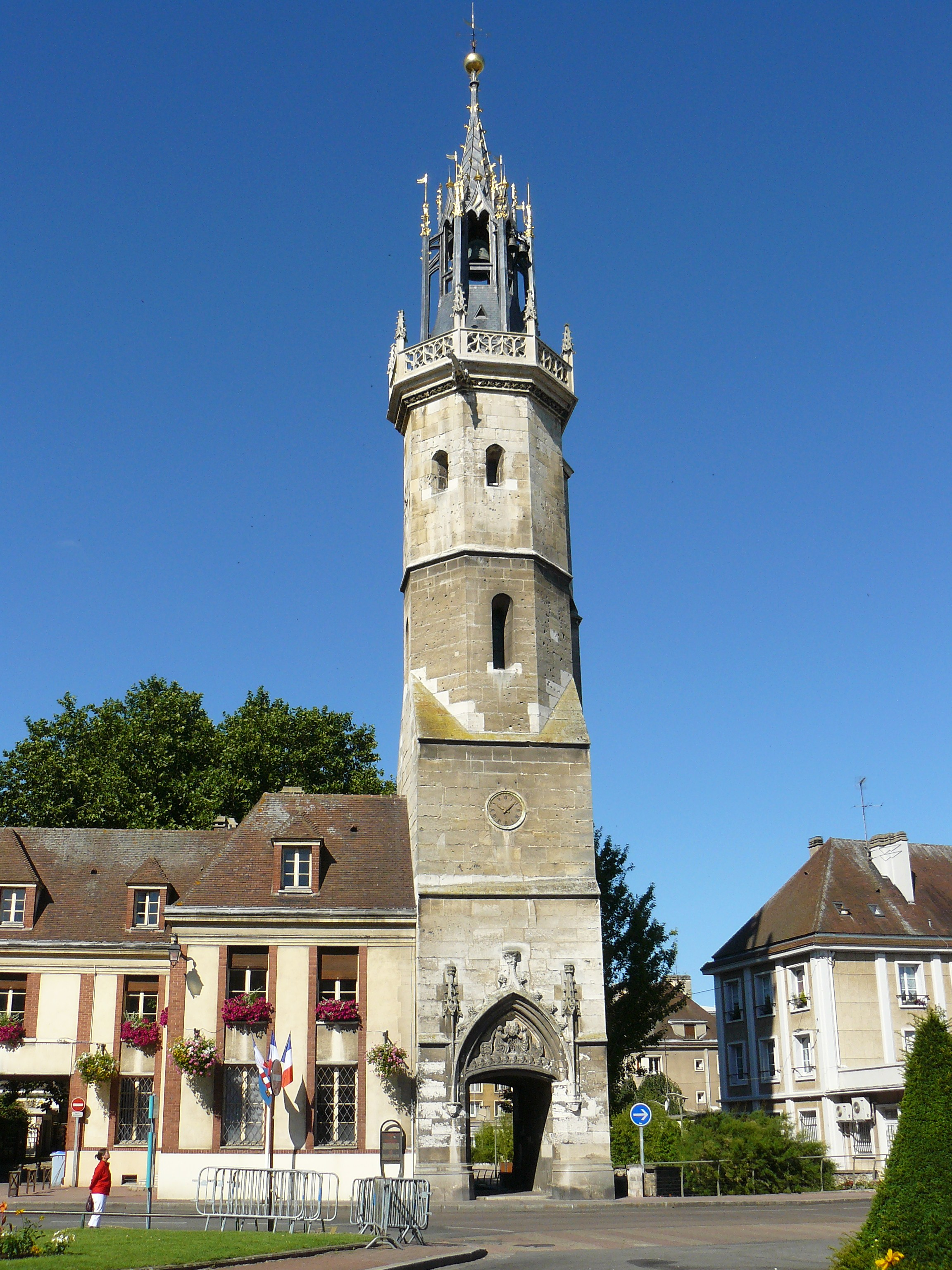
钟楼塔（法语：Tour de l'Horloge (Évreux)）
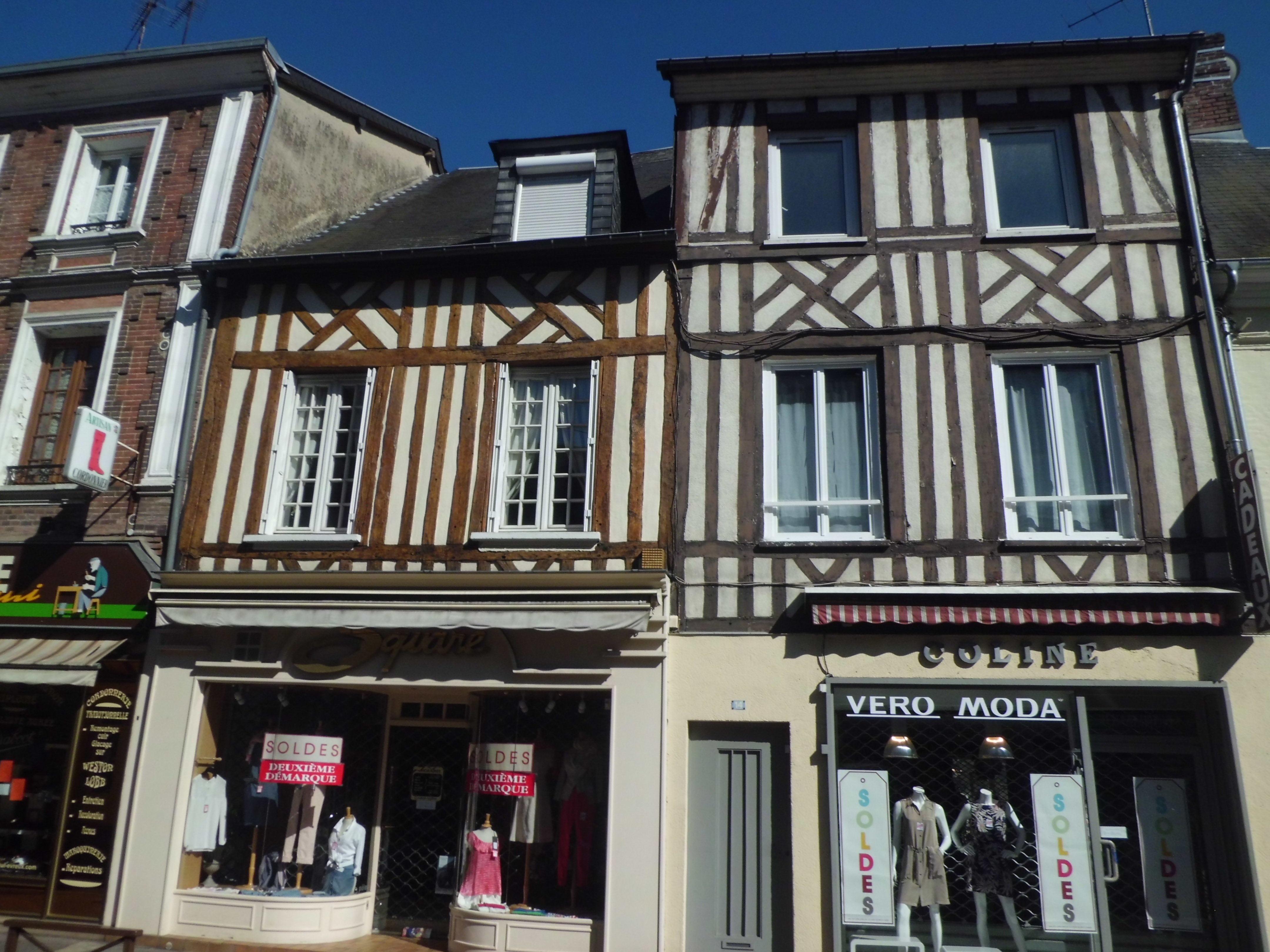
传统居民建筑

### 旅游
埃夫勒的旅游事务由其所属的公共社区负责。截止2018年1月1日，埃夫勒境内设有1处旅游接待中心（Office de Tourisme）和12家宾馆共计613间房间。

### 媒体
法国电视三台下属的诺曼底大区频道会在部分时段播放地区新闻；《巴黎-诺曼底报》是诺曼底的一个重要的地方性报社，总部位于鲁昂，在埃夫勒设有分支。

## 相关人物
纳瓦拉国王卡洛斯二世、法国政治家弗朗索瓦·比佐、经济学家里昂·瓦尔拉斯、一級方程式賽車分站冠軍埃斯特班·奧康、田径运动员罗歇·罗沙尔、歌手樊尚·德莱尔、保镖亚历山大·贝纳拉和足球运动员達約特·烏帕梅卡諾出生于埃夫勒。

## 友好城市
截止2019年8月，埃夫勒共与四座城市互结为友好城市。

| - 英格兰 拉格比 - 德国 吕瑟尔斯海姆 | - 俄羅斯 卡希拉 - 朱古 |